# Perorrubio
Perorrubio es una localidad perteneciente al municipio de Sepúlveda, en la provincia de Segovia, comunidad autónoma de Castilla y León, España. En 2023 contaba con 17 habitantes.

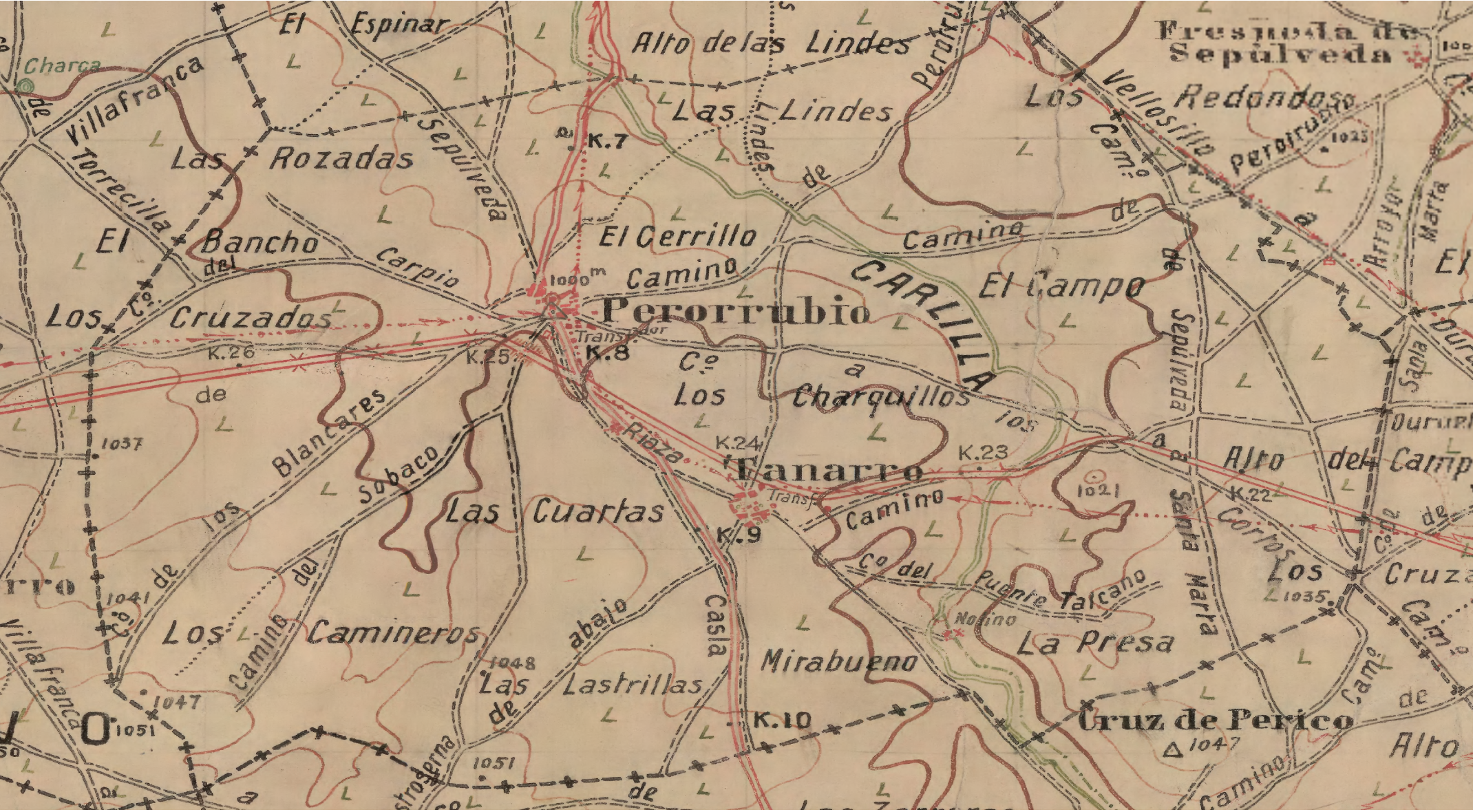
Plano del antiguo municipio de Perorrubio

## Historia
Su nombre proviene de Pedro Ruvio, nombre de su fundador y repoblador.
El territorio es repoblado durante la reconquista por la Comunidad de Villa y Tierra de Sepúlveda, quedando encuadrado el pueblo dentro del Ochavo de Prádena.
Fue un municipio independiente hasta su incorporación a Sepúlveda en 1971.

## Geografía humana

### Demografía
| Gráfica de evolución demográfica de Perorrubio entre 1842 y 1960 |
| |
| Población de derecho según los censos de población del INE Población de hecho según los censos de población del INEEntre el censo de 1857 y el anterior, crece el término del municipio porque incorpora a 405046 (Vellosillo) Entre el censo de 1970 y el anterior, este municipio desaparece porque se integra en el municipio 40195 (Sepúlveda) |

| 195                                                                    | 175 | 497 | 490 | 465 | 421 |
| (Fuente: INE, Diccionario geográfico-estadístico de España y Portugal) |     |     |     |     |     |

| 13                                                                     | 15 | 19 | 26 | 22 | 16 | 14 | 16 | 14 | 14 | 15 | 17 |
| (Fuente: INE, Diccionario geográfico-estadístico de España y Portugal) |    |    |    |    |    |    |    |    |    |    |    |

## Cultura

### Patrimonio
- Iglesia románica de San Pedro Advíncula, data del siglo XIII. Ha sido catalogada como Bien de Interés Cultural;[5][6]
- Restos de un importante molino harinero existente en 1852;[7]
- Columna romana, traída desde el cercano yacimiento arqueológico de Duratón;[8]
- Potro de herrar de madera, restaurado recientemente;
- Fuente con pilón.[9]

### Fiestas
- Santa Bárbara, el primer domingo de junio;
- Virgen de los Dolores, el penúltimo domingo de septiembre.[10]